# Tay Garnett
William Taylor "Tay" Garnett, född 13 juni 1894 i Los Angeles, Kalifornien, död 3 oktober 1977 i Sawtelle, Los Angeles, Kalifornien, var en amerikansk filmregissör och manusförfattare.
Garnett har en stjärna på Hollywood Walk of Fame vid 6556 Hollywood Blvd.

## Filmregi
- 1931 – Bad Company
- 1932 – Hongkong - San Francisco
- 1935 – Kapten på Singaporelinjen
- 1938 – Livet på en pinne
- 1940 – Sju syndare
- 1941 – Farväl miss Bishop
- 1944 – Mrs. Parkington
- 1945 – Domens dal
- 1946 – Vilse
- 1949 – En yankee vid kung Arthurs hov